# Dolna Oryahovitsa
Dolna Oryahovitsa (en búlgaro: Долна Оряховица) es una ciudad en el norte de Bulgaria. Se encuentra en el municipio de Gorna Oryahovitsa, provincia de Veliko Tarnovo y está cerca de la ciudad de Gorna Oryahovitsa.

## Geografía
Se encuentra a una altitud de 84 m s. n. m. a 239 km de la capital nacional, Sofía.

## Demografía
Según estimación 2012 contaba con una población de 2 515 habitantes.
|         | 2004  | 2005  | 2006  | 2007  | 2008  | 2009  | 2010  |
| Mujeres | 1 626 | 1 611 | 1 580 | 1 573 | 1 568 | 1 546 | 1 521 |
| Varones | 1 601 | 1 581 | 1 546 | 1 543 | 1 526 | 1 481 | 1 448 |
| Total   | 3 227 | 3 192 | 3 126 | 3 116 | 3 094 | 3 027 | 2969  |